# أندريا كينغ
أندريا كينغ (بالإنجليزية: Andria King)‏ هي منافسة ألعاب القوى أمريكية، ولدت في 22 يونيو 1976.

## وصلات خارجية
- أندريا كينغ على موقع الاتحاد الدولي لألعاب القوى (الإنجليزية)